# سیریل اسمیت (نوازنده پیانو)
سیریل جیمز اسمیت (انگلیسی: Cyril James Smith؛ ۱۱ اوت ۱۹۰۹ – ۲ اوت ۱۹۷۴) موسیقی‌دان، تکنواز برجستهٔ پیانو و مدرس موسیقی و پیانو اهل بریتانیا بود.
وی دانش‌آموختهٔ کالج سلطنتی موسیقی لندن بود و در همان‌جا هم به تدریس نوازندگی پیانو می‌پرداخت.
وی در سال ۱۹۵۶ میلادی و در حالی که در یک تور موسیقی در شهر خارکیف در اتحاد جماهیر سوسیالیستی شوروی به سر می‌برد، دچار ترومبوز عروقی و سکته مغزی شد و دست چپش بکلی فلج شد، اما با کمک همکارانش و تنظیم مجدد موسیقی، موفق شدند یک اجرای دونفرهٔ پیانو را به سه دست به پایان برند.